# Лошкарёвка (Никопольский район)
Лошкарёвка (укр. Лошкарівка) — село,
Лошкарёвский сельский совет,
Никопольский район,
Днепропетровская область,
Украина.
Код КОАТУУ — 1222983401. Население по переписи 2001 года составляло 1358 человек.
Является административным центром Лошкарёвского сельского совета, в который, кроме того, входят сёла
Головково,
Зелёное,
Межуевка,
Новая Балта,
Сорочино и
Христофоровка.

## Географическое положение
Село Лошкарёвка находится на берегу реки Базавлук,
выше по течению на расстоянии в 0,5 км расположено село Межуевка,
ниже по течению на расстоянии в 3 км расположено село Шевченково.
По селу протекает пересыхающий ручей с большой запрудой.
Рядом проходит железная дорога, станция Лошкаровка в 3-х км.

## Происхождение названия
Село Лошкарёвка получило название в честь местного помещика Лашкарёва, и никогда ни при какой власти не меняло названия.
На территории Украины 2 населённых пункта с названием Лошкарёвка.

## История
- В окрестностях села Лошкарёвка исследован курганный могильник с захоронениями поздних кочевников — половцев (XI—XII веков).
- 1780 — дата основания.

## Экономика
- ЧП Агрофирма «Проминь».
- ЧП «ДА-ЛВ».
- ЧП «Ланы».

## Объекты социальной сферы
- Школа.
- Детский сад.
- Больница.
- Дом культуры.
- Исторический музей

## Достопримечательности
- Памятник воинам, павшим при освобождении села от гитлеровских захватчиков.
- В окрестностях Лошкарёвки исследован курганный могильник с захоронениями половцев (XI—XII веков).